# Светослав (Хасковська область)
Светосла́в (болг. Светослав) — село в Хасковській області Болгарії. Входить до складу общини Стамболово.

## Населення
За даними перепису населення 2011 року у селі проживали 116 осіб, усі — турки.
Розподіл населення за віком у 2011 році:
Динаміка населення: